# Маншон, Полуобувка и Мъхеста брада
„Маншон, Полуобувка и Мъхеста брада“ (на естонски: Naksitrallid) е популярна детска приказна тетралогия от естонския писател Ено Рауд.
Книгите разказват за приключенията на 3 малки същества – Маншон, Полуобувка и Мъхеста брада. От третата книга към тях се присъединява кучето Якичка. Приказката е популярна в държавите от Източния блок и се препоръчва за четене на деца от седемгодишна възраст.
Поредицата се състои от четири приказки, написани от Рауд през 70-те и 80-те години на XX век. Оригиналният цикъл е разделен на две части, всяка от които се състои от две книги: „Маншон, Полуобувка и Мъхеста брада“ и „И отново Маншон, Полуобувка и Мъхеста брада“. Така са издадени и на български език.

## Герои
- Мъхеста брада (на естонски: Sammalhabe). Той има необичайна брада от мек еленов мъх, в който растат червени боровинки и полезни билки. Почти винаги спи на открито. Убеден привърженик на опазването на природата и уважението към нея. Често говори на сериозни теми (опазване на околната среда, здравеопазване, обществени отношения и др.).

Счита се, че прототип на Мъхеста брада е самият Ено Рауд, тъй като многобройните разсъждения и размисли на героя (предимно по отношение на опазването на околната среда) са отражение на възгледите на самия автор и една от ключовите теми в поредицата. Под псевдонима Ено Мъхеста брада в края на 30-те години Ено Рауд публикува първите си творби в детското списание „Детска радост“ (на естонски: Laste Rõõm). Втората част от поредицата завършва с изявлението на Мъхеста брада, че трябва да се живее в съзвучие с природата.
- Полуобувка (на естонски: Kingpool). Той носи обувки с отрязани носове, тъй като е по-удобно да движи пръстите си в тях. Носи със себе си дървена играчка под формата на мишка на колела, която много цени.

- Маншон (на естонски: Muhv). Автономад. Не носи нормални дрехи. Винаги е облечен с дебел маншон, който се закопчава с цип и го покрива от главата до петите, така че да се виждат само горната част на главата и петите му. Притежава червен микробус. Собственикът на куче на име Якичка (на естонски: Krae). Съчинява поезия. Преди да се сприятели с другите герои, той си пише сам писма, адресира ги до различни градове „до поискване“, пътувам до другия град и там получава кореспонденцията си. След като намира истински приятели, той спира да пише писма и става поет.

## Характеристики
Поредицата от книги на Ено Рауд за Маншон, Полуобувка и Мъхеста брада представлява особен интерес поради факта, че в тях авторът засяга темите за екологията, биологичното равновесие в природата, които са доста редки за детската литература и др.
Руският журналист Едуард Зибницки отбеляза много естонския, малък и уютен свят на поредицата: „Пътешествениците, малките приказни човечета, сякаш пътуват в един и същи затворен свят. Всичко е там – градове, пътища, гори, реки, мостове. Но горите не са безкрайни, пътищата не са безкрайни, градовете не са огромни: всичко е съобразено с пропорциите на частен човек, дори и на малък човек. Изглежда невъзможно да напуснете този приказен и в същото време обикновен свят, приятелски и уютен.“ Clutch е собственик на червен ван, въпреки че е вечен пътешественик, но в същото време е повече лаик, отколкото скитник, а мобилният му дом е дом, в който собственикът се грижи за комфорта и реда.

## Адаптации
През 1981 г. излиза диафилма „Маншон, Полуобувка и Мъхеста брада“, базиран на първата част от поредицата приказки на Рауд. Художник е С. Феофанов.
През 1984 г. Tallinnfilm продуцира едноименен анимационен филм от два епизода, базиран на първите две книги. Режисьор е Аво Паистик, художник на продукцията е Едгар Валтер, композитор е Свен Грюнберг. Ролите са озвучени от Аарне Юкскюла (Мъхеста брада), Урмас Кибуспуу (Полуобувка), Мария Кленска (Маншон). . През 1990 г. и двата епизода са премонтирани в пълнометражен анимационен филм с презаписан саундтрак и нов дублаж със същите актьори.
Естонският държавен куклен театър създава представления по творбите на Рауд.
Естонският художник Едвард фон Лингус създава графитите „Мъхеста брада и ловецът на вещици“ в град Тарту, където изобразява ареста на героя от книгата на Рауд за поникване на коноп в брадата му. През 2014 г. графитите са удостоени с градската награда на Тарту.

## Награди
За първата книга от поредицата, излязла през 1974 г., Ено Рауд е удостоен с почетна диплома на Международната литературна награда „Ханс Кристиан Андерсен“ .

## На български език
Поредицата е издадена в две части през 80-те години на XX век от издателство „Отечество“ в превод на Дора Янева-Медникарова. През 1996 – 1998 г. книгите са преиздадени от издателство „Дамян Яков“.